# زرع يعقوب
زرع يعقوب أو زارا يعقوب (بالأبجدية الجعزية ዘርአ:ያዕቆብ وبالإنجليزية Seed of Jacob أي بذرة يعقوب) (1399-1468) كان أحد نجاشي الحبشة وهو اللقب الذي يُطلق على ملك ملوك الحبشة (من 19 أو 29 يونيو عام 1434–؛ حتى عام 1468) والمعروفة حاليًا بدولة إثيوبيا (وأصبح اسمه بعد توليه العرش كويستانتينوس الأول بالأبجدية الجعزية  ቈስታንቲኖስ كو ستا نتتي نوس أو  قسطنطين الأول ) وهو أيضًا أحد أفراد الأسرة السليمانية الحاكمة، وُلِدَ زرع يعقوب في مدينة تيلك بالولاية الحبشية القديمة فاتجار (وهي الآن جزءٌ من إقليم الـأوروميا الواقع بالقرب من نهر أواش)، وهو أصغر أبناء الإمبراطور داويت الأول من زوجته الصغرى الملكة إيجزي كيبرا.
ويقول المؤرخ وخبير الدراسات الإثيوبية، البريطاني إدوارد أليندوف، أنَّ زرع يعقوب «بلا جدال هو أعظم إمبراطور حكم إثيوبيا منذ عهد الإمبراطور عيزانا في فترةٍ وصلت خلالها مملكة أكسوم إلى أوج قوتها، ولا يرقى أيٌ من خُلفائه إلى مستواه باستثناء اثنين هما الإمبراطور منليك الثاني والإمبراطور هيلا سيلاسي.»
ويروي «بول بي هينز» القصة المتداولة حول أن غيرة أخيه الأكبر النجاشي تيودروس الأول قد دفعت بالبلاط الملكي إلى تهريب زرع يعقوب إلى إقليم تيغري حيث نشأ هناك سرًا وتلقى تعليمه في أكسوم بدير ديبرا أباي، وفي حين يؤكد «تاديس تمرات» أنّ هذه الأمر «لعب دورًا هامًا في تغذية الخلفية الدينية لزرع يعقوب»، إلا أنه يشكك في «التفاصيل التي تتم روايتها حول هذه القصة.»، ويوضح الأستاذ تمرات أن زرع يعقوب رَوَى في كتابه بعنوانماشافا بيرهان بمعنى ’كتاب الضوء‘ أنه «جِيء به من السجن الملكي بالموجود بـجبل جيشين في عشية اعتلائه للعرش.»

## فترة الحكم
بعد وفاة الإمبراطور داويت الأول، أصدر الأخ الأكبر تيودروس أمـرًا بحبس زرع يعقوب في حدود جبل أمبا جيشين (حوالي عام 1414 ميلاديًا)، وعلى الرغم من هذا، جعل المؤيدون من زرع يعقوب مرشحًا دائمًا لتولي الحكم، وقد ساعد على هذا الأمر فترات الحكم القصيرة لإخوته الأكبر على مدار عشرين عامًا، حتى أصبح زرع يعقوب في نهاية الأمر المرشح الملائم الأكبر سنًا، ويشير المؤرخ ديفيد بكستون إلى الأثر الذي تركته عزلته الإجبارية على شخصيته حيث يقول: «أنه حُرِمَ من التواصل مع أشخاصٍ عاديين ومن عيش حياةٍ طبيعية.»، وأنه فجأةً وجد نفسه في موضع القائد «دون أدنى قدرٍ من الخبرة عن شئون الدولة، مواجهًا [أي زرع يعقوب] لتحدياتٍ عدة كان أولها المملكة التي كانت تغلي من المؤامرات والمكائد والثورات، وثانيها الكنيسة التي كانت تمزقها الهرطقات، وثالثها الأعداء الخارجيين الذين يهددون المملكة دائمًا بخطر الغزو.»، ويستطرد بكستون قائلاً:
في ظل هذه الظروف كان من الصعب على الملك الجديد أن يتكيف مع هذا الوضع بسعة صدرٍ أو بالمهارات الدبلوماسية لأن هذه المقومات تأتي حصيلة سنواتٍ طويلة من الخبرة في العلاقات الإنسانية، ولكنه واجه هذا الواقع المعقد والفوضوي بعزمٍ قوي وضراوةٍ لا تعرف الاستسلام، إلا أنه في سنوات عمره الأخيرة خَسِرَ محبة وولاء كلٍ من حاشيته وعائلته، الأمر الذي تركه إنسانًا وحيدًا محاطًا بعزلةٍ من الشكوك والريبة، ولكن على الرغم من كل هذا، يبقى اسم هذا الملك الذي يُعد مدافعًا عظيمًا عن الإيمان محفوظًا كواحدٍ من أبرز الملوك على مدار التاريخ الإثيوبي.
وعلى الرغم من أن زرع يعقوب أصبح إمبراطورًا في عام 1434 ميلاديًا، إلا أنه لم يتم تتويجه حتى عام 1436 ميلاديًا في أكسوم حيث أقام هناك لمدة ثلاثة أعوام، وقد كان هذا أمرًا شائعًا بين حكام إثيوبيا حيث كانوا يقومون بتأجيل حفلة تتويجهم إلى سنواتٍ لاحقة من حكمهم.
بعد اعتلائه العرش، تزوج زرع يعقوب من الأميرة إيليني التي ارتدت عن الإسلام قبل زواجهما، حيث كانت إيليني ابنة ملك هدية وهي إحدى الممالك السيدامية الواقعة جنوب النيل الأزرق، وعلى الرغم من أنها لم تنجب أي أطفال، فقد لعبت الإمبراطورة إيليني دورًا سياسيًا بارزًا، وعندما انكشف أمر تورط أحد رجاله المقربين من الـبيتوديد (وهو من أعلى الألقاب في الحبشة ويعني المحبوب من الملك) قام زرع يعقوب بتعيين ابنتيه ميدهان زامادا وبيرهان زامادا على الوزارتين، ووفقًا لما ورد في التاريخ عن فترة ولايته، فقد عين الإمبراطور بناته وبنات إخوته حكامًا على ثمانٍ من ولاياته، غير أن هذه التعيينات لم تكلل بالنجاح.
كما قام الإمبراطور زرع يعقوب بهزيمة بادلاي الدين سلطان عدل في موقعة جوميت عام 1445 ميلاديًا حيث قام بضم الممالك السيدامية في الجنوب واستولى على الممالك الإسلامية الضعيفة الواقعة وراء نهر أواش، إلا أن حملاته في الشمال ضد قبائل الـأجاو والـفلاشا لم تكن على نفس القدر من النجاح.
بعد أن رأى الإمبراطور ضوءًا ساطعًا في السماء (يقول معظم المؤرخين أنه كان الـمذنب هالي الذي ظهر في إثيوبيا عام 1456 ميلاديًا)، قام زرع يعقوب بتأسيس مدينة ديبرا بيرهان وتعني «جبل الضوء» باللغة الأمهرية وجعل منها عاصمةً للبلاد طوال السنوات الباقية من حكمه.
وفي أواخر حياته، استبد الطغيان بالإمبراطور زرع يعقوب، فعندما انتقد تكلا هواريات رئيس دير ديبرا ليبانوس أفعال التعذيب والقتل التي ارتكبها الإمبراطور، أصدر زرع يعقوب أمرًا بتعذيبه وانتهى به الحال في السجن حيث وافته المنية بعدها بشهورٍ قليلة، وفي عام 1453 ميلاديًا تم إقناع زرع يعقوب بوجود مؤامرة تُحاك ضده؛ الأمر الذي أسفر عن مزيدٍ من الأعمال الوحشية، وأصاب الإمبراطور هوس أن زوجاته وأبناءه يتآمرون ضده فأمر بتعذيب العديد منهم، حيث ماتت زوجته سيون مورجاسا أم الإمبراطور التالي بائيدا ميريام الأول من سوء المعاملة هذه في عام 1462 ميلاديًا، الأمر الذي أدى إلى انهيار العلاقة بينه وبين ابنه، وفي نهاية الأمر تم التصالح بين الإمبراطور ونجله، وصَرَّحَ زرع يعقوب علانيةً أنه اختار بائيدا ميريام ليكون وريثًا لعرش إثيوبيا.

## الكنيســة الإثيوبيــة
في الوقت الذي اعتلى فيه زرع يعقوب العرش كانت الكنيسة الإثيوبية منقسمةً حول قضية يوم السبت التوراتي لقرابة قرنٍ من الزمان، حيث ساندت مجموعة تنتمي إلى الأساقفة الـأقباط الاعتقاد أنَّ يوم العطلة يجب أنْ يكون يوم الأحد أو السبت العظيم، في حين ساندت مجموعة أخرى من أتباع أوستاتيوس الاعتقاد أنّ العطلة يجب أن تمتد من اليوم السابع الأصلي (وهو يوم السبت أو السبت الأصغر) إلى يوم الأحد.
وقد نجح الإمبراطور في إقناع اثنين من الأساقفة المصريين كانا قد أتيا حديثًا من مصر وهما أبونا ميكائيل وأبونا جبريـال بالتوصل إلى حل وسط يهدف إلى استعادة التآلف والتوافق مع أعضاء «مجلس أوستاتيوس» وهو اللقب الذي عُرِفَ به أتباع أوستاتيوس وقتذاك، وفي الوقت نفسه بذل الإمبراطور جهودًا عدة لتهدئة «مجلس أوستاتيوس»، وفي حين وافق أتباع أوستاتيوس على الوصول لتسوية بحلول عام 1442 ميلاديًا، وافق الأسقفان المصريان على هذه التسوية فقط في مجلس ديبرا ميتماك في مدينة تيجوليت (Tegulet) (عام 1450 ميلاديًا).
وقد استمر الإمبراطور زرع يعقوب في الدفاع عن بطريرك الإسكندرية، وحين سمع الإمبراطور بشأن تدمير الدير المصري ديبرا ميتاك عام 1441 ميلاديًا على يد السلطان الظاهر سيف الدين جقمق دعا زرع يعقوب إلى إعلان فترة حداد ثم أرسل برسالة احتجاج شديدة إلى السلطان، حيث ذَكَّرَ الإمبراطور السلطان جقمق أنه يعامل الرعايا المسلمين في الحبشة بالعدل والإنصاف، وهدده بقدرته على تحويل مجرى النيل، إلا أنه تراجع عن هذا التهديد لما سيحدثه من كوارث إنسانية، وقد قام السلطان جقمق بإرسال الهدايا للتهدئة من غضب زرع يعقوب، إلا أنه رفض إعادة بناء الكنائس القبطية التي قام بهدمها.
ويرى ريتشارد بانكهورست أن الإمبراطور كان أيضًا «على ما يقال كاتبًا مشهورًا» حيث أسهم في الأدب الإثيوبي بثلاثة أعمال لاهوتية هامة وهي ماشافا بيرهان (أو «كتاب الضوء»)، وهو عبارة عن عرضٍ للإصلاحات الكنسية التي قام بها ودفاعه عن معتقداته الدينية، وماشافا ميلاد (أو «كتاب ميلاد المسيح»)، وماشافا سيلاسي (أو «كتاب الثالوث»).

## العلاقات الخارجية
أرسل زرع يعقوب ببعثةٍ دبلوماسية إلى أوروبا (عام 1450 ميلاديًا) برئاسة الصقلي بيترو رومبولو الذي حقق نجاحًا خلال بعثته في الهند للبحث عن العمالة الماهرة على وجه التحديد، حيث قام رومبولو أولاً بزيارة البابا نيقولا الخامس، ولكن هدفه الأساسي كان التودد إلى ألفونسو الخامس ملك أراغون الذي قابلهم بحفاوة، وأعلن المجمع المسكوني الكاثوليكي مجمع فلورنسا (1438–1445) أن زرع يعقوب هو الملك المسيحي الأسطوري المعروف باسم الكاهن يوحنا الذي يقال أنه كان يحكم آسيا الوسطى أو إثيوبيا في القرون الوسطى.

## وصلات خارجية
- Biography of Zara Yakub from An African Biographical Dictionary
- The Chronicle of the Emperor Zara Yaqob, translated by Richard Pankhurst